# Seend
Seend è un villaggio e una parrocchia civile della contea del Wiltshire che si trova a circa 3 miglia a sud-est di Melksham, a circa 3,5 miglia a ovest di Devizes e 5,5 miglia a nord-est di Trowbridge, Sud Ovest dell'Inghilterra, Regno Unito.

## Geografia

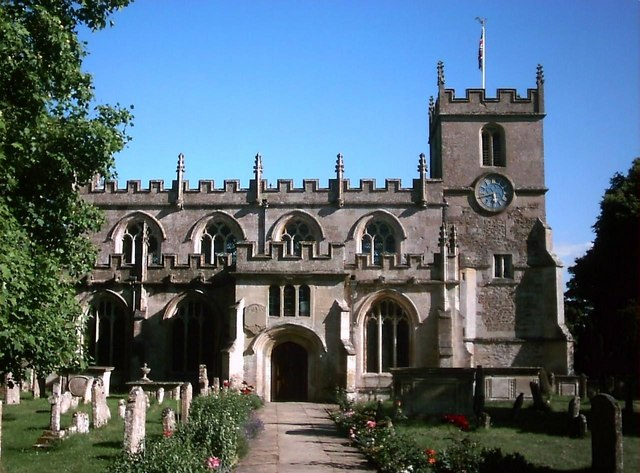
Chiesa della Santa Croce

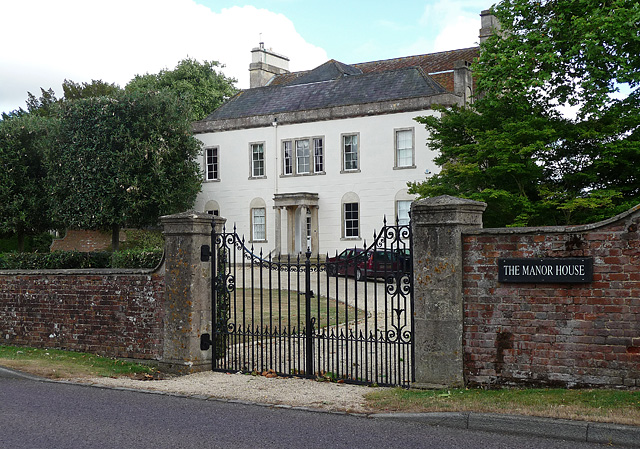
Manor House

Il territorio della parrocchia civile comprende, oltre al villaggio di Seend, le frazioni di Seend Cleeve, Inmarsh, Martinslade, Seend Head, Sells Green e The Stocks. Seend è situato sul canale Kennet ed Avon tra le città di Melksham, Devizes e Trowbridge. Una caratteristica del suolo locale è la presenza di sabbia verde, presente in particolare nelle zone più elevate. È una stazione sul ramo Devizes della Great Western Railway.

## Storia
L'area circostante in origine paludosa ha reso la cresta di sabbia verde su cui si trova un sito ideale per antichi insediamenti. Subito dopo la conquista normanna qui c'era un villaggio con una chiesa che faceva parte della foresta di caccia reale di Melksham. Nel 1200 il re diede il sussidio al decano e al capitolo della cattedrale di Salisbury che mantengono ancora il dovere di nominare il vicario responsabile anche se le decime che un tempo aumentavano le entrate della cattedrale siano state abolite da tempo. Nel XV e XVI secolo Seend ebbe un periodo di prosperità generata dall'industria della lana del Wiltshire e quando la chiesa fu ricostruita e ampliata nella seconda metà del XV secolo fu il ricco sarto locale, John Stokes, a finanziare la navata nord, dove è ancora possibile vedere il suo ottone commemorativo, con le forbici del sarto nella traforatura della finestra sopra. John Aubrey, scrittore e antiquario, soggiornò a Seend negli anni sessanta del XVII secolo e vi trovò alcune sorgenti minerali e tentò senza successo di far sviluppare la cittadina anche come centro termale. Il nome Seend si riferisce probabilmente alla sabbia verde presente in grande quantità. Nel XVII secolo erano diffusi anche i nomi Seene, Scene, Seend Vulgo e Seen. Seend rientra nella diocesi di Salisbury e nel Hundred di Melksham. Nel 1894 fu incluso nel distretto rurale di Bradford e Melksham fino al 1934, quando fu trasferito al distretto di Devizes e Kennet. Seend divenne anche incluso nel decanato di Devizes in base all'accordo della Chiesa d'Inghilterra per il governo sinodale. Nel XVIII secolo, quando il commercio della lana iniziò ad entrare in crisi a causa della concorrenza straniera, Seend ebbe nuove opportunità grazie al fatto che si trovava sulla Turnpike road, costruita nel 1750 per collegare Devizes con Trowbridge, che a quel tempo era una delle strade principali da Londra a Bath. Così il commercio e il trasporto in carrozza interessarono la strada principale fino all'avvento della ferrovia a metà del XIX secolo. La proprietà terriera si consentrò nelle mani di poche grandi famiglie come i Seymour (duchi di Somerset), gli Awdrys, i Bruges e i Lockes. La vecchia agricoltura di sussistenza in campo aperto scomparve. La nobiltà terriera amava la cresta sabbiosa, per via dell'aria buona e delle viste aperte, e vi fece edificare numerose case di pregio che restano ancora. La Royal Forest venne gradualmente aperta e infine disboscata (intorno al 1620), e altri insediamenti nel frattempo crebbero a Seend Cleeve, Seend Head e Sells Green. La costruzione del canale Kennet ed Avon nel 1810 e di un ramo della ferrovia Great Western nel 1858 attraverso la valle settentrionale di Seend resero il territorio importante per il trasporto di merci pesanti come carbone e pietra. Negli anni sessanta del XIX secolo si pensò che il minerale di ferro locale potesse essere lavorato in modo redditizio e furono costruiti altiforni che vennero collegati con una tramvia al canale e, in seguito, alla stazione ferroviaria. Ma i costi di estrazione e trasporto si rivelarono troppo elevati e i forni furono smantellati nel 1889. Il minerale di ferro venne ancora estratto di tanto in tanto e inviato altrove per la fusione, fino al 1947, quando questa attività cessò definitivamente. La chiusura del canale nel 1955 e della linea ferroviaria locale nel 1966 significò che il villaggio era di nuovo completamente dipendente dal trasporto su strada. I collegamenti con autobus un tempo frequenti per Devizes, Trowbridge, Melksham e Bath sono diminuiti col tempo. Il canale è di nuovo in uso ma quasi esclusivamente per scopi ricreativi.

## Monumenti e luoghi d'interesse
Nel territorio di Seend sono presenti alcuni edifici e luoghi d'interesse:
- Chiesa della Santa Croce. Si tratta di una chiesa parrocchiale anglicana risalente al XV secolo. Il fonte battesimale vittoriano in cima alla navata nord è circondato da monumenti commemorativi degli Schomberg e il pulpito vittoriano è scolpito nella pietra di Caen. Entrambi sono originali e risalgono al 1450. Un tempo il fonte battesimale era sepolto nel cimitero e fu restaurato nel 1938. I banchi di pino originali furono distrutti o regalati. La torre e il presbiterio furono costruiti nel 1876. Un organo fu installato nel 1889 dal canonico quando le gallerie furono rimosse. L'arco della torre fu aperto e fu costruito un soppalco per risparmiare spazio sul pavimento. La guerra civile influenzò la parrocchia e la chiesa e i registri per battesimi, matrimoni e morti non vennero registrati dal 1645 al 1651. I registri parrocchiali a partire dal 1612, ad eccezione di quelli in uso, sono conservati presso il Wiltshire & Swindon History Centre a Chippenham. La chiesa appartiene alla diocesi di Salisbury e dal 19 marzo 1962 è considerata un monumento classificato di prima categoria.[4][5][6]
- Manor House. Si tratta di una casa di campagna del 1767 costruita per Ambrose Awdry IV, ampliata a nord nei primi anni del XIX secolo. La facciata principale è in pietra squadrata, con tetto mansardato in ardesia e camini terminali. Dal 19 marzo 1962 è considerata un monumento classificato di seconda categoria.[7][8]